# 滨湖新锡德尔县

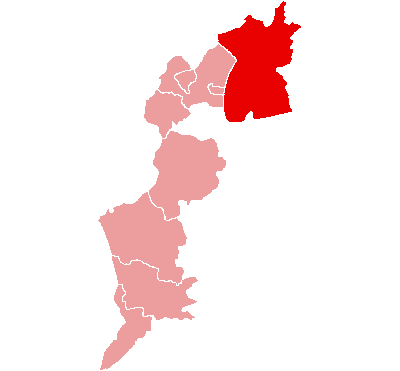
滨湖新锡德尔县在布尔根兰州的位置

滨湖新锡德尔县（德語：Bezirk Neusiedl am See）是奥地利布尔根兰州所辖的一个县。总面积1038.7平方公里，总人口51730，人口密度50人/平方公里（2001年）。行政中心位于濱湖新錫德爾。

## 行政区域
滨湖新锡德尔县辖有27个市镇。